# Alfons Hitter
Pour les articles homonymes, voir Hitter.
Alfons Hitter (4 juin 1892 à Hochstatt - 11 mars 1968 à Königswinter) est un Generalleutnant allemand qui a servi au sein de la Heer dans la Wehrmacht pendant la Seconde Guerre mondiale.
Capturé par les forces soviétiques durant l'opération Bagration et la chute de Vitebsk, il rejoint le Comité national pour une Allemagne libre (Nationalkomitee Freies Deutschland) pendant sa captivité et est libéré en 1955.
Il a été décoré de la croix de chevalier de la croix de fer avec feuilles de chêne. La Croix de chevalier de la croix de fer et son grade supérieur, les feuilles de chêne, sont attribués pour récompenser un acte d'une extrême bravoure sur le champ de bataille ou un commandement militaire avec succès.

## Biographie

### Carrière
Le 1er octobre 1911 il entra comme volontaire d'un an dans le 14e régiment d'artillerie de campagne et y fut nommé caporal le 1er avril 1912, puis sergent le 1er août 1912. Du 1er octobre au 25 novembre 1912, il effectua des exercices de réserve. Démobilisé, il commença des études d’histoire, d'économie et de philosophie aux universités de Strasbourg et, par la suite, de Munich.

#### Première Guerre mondiale
Quand éclata la Première Guerre mondiale, il interrompit ses études et fut appelé pour servir à la 6e batterie du 10e régiment de réserve d'artillerie à pied. Il y fut promu adjudant le 27 janvier 1915 et lieutenant de réserve peu après, le 16 mars 1915. Il reçut l'ordre d'aller à Jüterbog suivre pendant un mois, à partir du 5 juillet, un stage d'entrainement à l'école de tir. De retour sur la ligne de front, il servit comme commandant-adjoint de batterie du 5 aout au 14 octobre 1916. Il rejoignit ensuite comme officier d’ordonnance l’état-major de la IIIe division et fut chargé en même temps de commander la 8e batterie. Du 16 juin au 3 juillet 1917 il suivit un cours pour officiers d'état-major au haut-commandement impérial et royal des forces armées de l’Est. Le 1er novembre 1917, il fut chargé de commander le 1er bataillon de recrues de l'artillerie à pied. Le 12 janvier 1918, il fut nommé d'abord assistant, puis professeur à Lyck pour le cours d’informations. De là, il fut transféré au terrain de tir de Longuyon et le 15 février 1918, il fut placé à la tête de la 819e batterie d'artillerie de campagne. Il fut ensuite muté à la 4e section de l’artillerie de campagne de réserve le 5 mai 1918 et le 22 juin 1918, il devint chef de la 1re batterie du 23e régiment d'artillerie à pied. Un mois plus tard, il fut affecté à la 1re batterie du 80e Bataillon d'artillerie à pied. C’est là qu’il resta jusqu’après la fin de la guerre avant de quitter l’armée à la suite de sa démobilisation le 27 décembre 1918.

#### Seconde Guerre mondiale
Encerclé à Vitebsk pendant l’offensive soviétique massive de l’été 1944 et ayant reçu d’Hitler lui-même l’ordre d’y rester, il ordonna sous sa propre responsabilité de tenter une percée. Seule une poignée d’hommes parmi des 12 000 que comptait la division réussirent à s’échapper ; la division elle-même fut submergée et détruite le 28 juin et le général Hitter fait prisonnier.
Pendant son emprisonnement, il fut l'un des généraux allemands qui, avec environ 57 000 autres prisonniers allemands, furent obligés de marcher à travers Moscou le 17 juillet 1944. Peu après, il rejoignit le Comité national de l'Allemagne libre et fut l'un des signataires de l'« Appel des 50 généraux » (Nationalkomitee Freies Deutschland) du 8 décembre 1944 au peuple et à la Wehrmacht (An Volk und Wehrmacht).

## Une famille divisée, ce qui n'est pas exceptionnel en Alsace
On lit dans le journal clandestin tenu par Marie-Joseph Bopp pendant l'annexion de fait :

« Le général allemand d'origine alsacienne, Alphonse Hitter, a un frère, professeur en Alsace. Or, ces deux frères ont des opinions politiques très différentes. Le général a écrit au professeur qu'il devait penser à l'avenir de son fils. Il le protégerait volontiers s'il voulait devenir officier allemand. Le professeur lui répondit que son fils avait bien l'intention de devenir officier, mais pas du tout chez les Allemands, chez les spahis ! »

## Décorations
- Croix de fer (1914)
  - 2e classe (2 septembre 1914)
  - 1re classe (5 février 1916)
- Croix d'honneur
- Agrafe de la croix de fer (1939)
  - 2e Classe (13 mai 1940)
  - 1re classe (2 juillet 1940)
- Croix allemande en or (15 décembre 1943)
- Croix de chevalier de la croix de fer
  - Croix de chevalier le 14 décembre 1941 en tant que Oberst et commandant du Artillerie-Regiment 178[5]
  - 488e feuilles de chêne le 4 juin 1944 en tant que Generalleutnant et commandant de la 206. Infanterie-Division[6]
- Mentionné par 2 fois dans le bulletin radiophonique Wehrmachtbericht (19 novembre 1943 et 11 février 1944)